# MC-kriget i Köpenhamn
MC-kriget i Köpenhamn var den blodiga konflikt mellan Hells Angels Köpenhamnsavdelning och Bullshit MC som varade mellan september 1983 och december 1985. Konflikten var helt och hållet koncentrerad till Köpenhamn.

## Bakgrund
Konfliktens ursprung kan delvis spåras bak till det tidiga 1970-talet, då ungdomsgäng från Nørrebro och Amager ofta kom i bråk med varandra. I slutet av 1970-talet slog sig MC-gängen Galloping Goose, Nomads, Iron Sculls och Dirty Angels samman till Unionen MC, med syfte att bli fullvärdiga medlemmar i Hells Angels. Den 30 december 1980 blev före detta Unionen MC nordens första Hells Angels-avdelning. Detta innebar att alla andra MC-klubbar i Köpenhamn skulle underordna sig denna världsomfattande organisation. Men deras gamla trätobröder från Amager lät sig inte kuvas. Istället slog sig Filthy Few samman med Nøragersmindebanden och bildade Bullshit MC. Hells Angels hade sin klubblokal på Titangade på Nørrebro, medan Bullshit slog sig ner på Christiania, där de delvis försörjde sig på handeln med hasch.

## Konflikten startar
Bullshit inte bara struntade i Hells Angels "reglemente" för MC-klubbar, den 28 september 1983 kl 03.15 besökte tre Bullshitmedlemmar och en kvinna Restaurant Søpromenaden på Østerbro som var ett välkänt Hells Angels-ställe. Och det var med denna händelse kriget anses ha startat. Ett våldsamt slagsmål uppstod varvid två av Bullshitmedlemmarna, Steen Grabow Grander (född 25 november 1962) och Flemming Hald Jensen (född 4 april 1962) mördades. Hells Angels-medlemmen Bent Svane Nielsen, "Blondie" kallad, dömdes senare till 16 års fängelse för morden.
Två månader senare intervjuades Bullshits president Henning Norbert Knudsen (född 15 januari 1960), kallad "Makrellen", i det danska TV-programmet Mellem Mennesker, där denne bland annat förklarade att "Vad Hells Angels än är i USA, så har det inget med Danmark att göra".. Detta kan varit en utlösande faktor för det mord som nu väntade honom, men den 19 maj 1984 inträffade ett dubbelmord på två ynglingar på Amager (16 respektive 20 år gamla). "Makrellen" gick dagen efter ut med erbjudande om en belöning till den som fick tag i mördaren. Polisen misstänkte dock "Makrellen" eller någon annan från Bullshit för detta mord. Men den utlovade belöningen skulle också kunna tänkas vara en "trigger" för Hells Angels (även om "Makrellen" troligen inte pekade finger åt Hells Angels, så hade han gjort det i TV-intervjun). Fredagen den 25 maj 1984 kl 10:25 sköts "Makrellen" ihjäl inför ögonen på sin fru Pia utanför deras bostad. Detta mord fick enorm uppmärksamhet, så även i Sverige. Hustrun tyckte sig känna igen förövaren som en Hells Angels-medlem, men kunde inte vara helt säker. Hon har däremot berättat att direkt efter mordet förhördes hon först om sin döde make och mordet på ynglingarna sex dagar tidigare. "Makrellen" visade sig dock oskyldig till mordet på ynglingarna, en jugoslavisk invandrare dömdes senare för morden.
De två Hells Angels-medlemmarna Jens-Peter Kristensen och Christian Middelboe dömdes till 12 resp. sju år för medhjälp till mord, men den huvudmisstänkte Jørn Nielsen, "Jønke" kallad, hade hunnit fly Danmark. Han återkom dock 1989 och dömdes till 16 års fängelse. 
Också "Makrellens" efterträdare som president mördades. Den 26 april 1985 kl 13:15 sköts Palle Blåbjerg (född 26 juli 1959) känd som "Lillebror", ihjäl under sitt arbete som ölkusk. Han levererade en back öl till en kiosk på Valby Langade, då en rånarklädd man sprang in i den lilla butiken och sköt ihjäl Blåbjerg med pistol på mycket nära håll. Carsten Bresløv från Morticians, en dåvarande hangaroundklubb till Hells Angels dömdes för mordet, och hävdade i rättegången att det enda han ångrade var att han inte också mördade Blåbjergs arbetskamrat.
Lördagsmorgonen den 21 december 1985 kl 04:45, efter en "Julefrokost" på Nemoland Café, Chistiania, mördades Bullshits tredje president på drygt halvannat år, Anker Walther Marcus, känd som "Høvding" (född 17 januari 1947) av två medlemmar av Hells Angels-supportrarna Black Sheep. Samtidigt sköts en ung man också ihjäl av misstag, den 20-årige christianiten Lars Michael Larsen (född 16 oktober 1965). Förövarna, Ole Bonnesen Nielsen och Rene Nøddeskov Ludvigsen, hävdade under rättegången, utan att få gehör, att de skjutit i självförsvar eftersom "Høvding" dragit vapen först.

## Upplösning
Efter denna händelse tog Bullshit av sig sina västar, och klubben lades officiellt ned 1988. Totalt blev resultatet av detta "MC-krig", mätt i antal mördade motståndare 8-1 till Hells Angels. Och med det oskyldiga offret på Nemoland, blev minst tio människor dödade under de två år och fyra månader som kriget varade.
Black Sheep blev senare upptagna i Hells Angels, medan Morticians nekades medlemskap.